# Гайдари
Гайдари е село в Северна България. То се намира в община Трявна, Габровска област.
Старото име на селото е Олани. Към 1934 г. селото има 65 жители. В днешно време няма постоянно население. Влиза в землището на с. Станчов хан.
На селото е кръстен връх в Земя Греъм, Антарктида.